# Peter Leeds
Pour les articles homonymes, voir Leeds (homonymie).
Peter Leeds est un acteur américain, né le 30 mai 1917 à Bayonne (New Jersey), mort le 12 novembre 1996 à Los Angeles (Californie).

## Biographie
Au théâtre, Peter Leeds joue notamment à Broadway (New York), où il débute dans deux pièces jouées en 1939, dont Summer Night de Vicki Baum et Benjamin Glazer (avec Louis Calhern et Helen Flint).
Par la suite, il revient deux fois à Broadway, dans la comédie musicale The Music Man de Meredith Willson (1957-1961, avec Robert Preston et Barbara Cook), et enfin dans la revue Sugar Babies (en), sur une musique de Jimmy McHugh (1979-1982, avec Ann Miller et Mickey Rooney).
Au cinéma, comme second rôle de caractère ou dans des petits rôles non crédités, il contribue à soixante-dix films américains, les trois premiers sortis en 1941.
Parmi ses films notables, citons Une femme joue son bonheur de Michael Gordon (1949, avec Barbara Stanwyck et Robert Preston), Les Pièges de la passion de Charles Vidor (1955, avec Doris Day et James Cagney) et Harlow, la blonde platine de Gordon Douglas (1965, avec Carroll Baker et Red Buttons).
Son dernier film est Dragnet de Tom Mankiewicz (avec Dan Aykroyd et Tom Hanks), sorti en 1987.
À la télévision, Peter Leeds apparaît dans cent-soixante-six séries américaines dès 1949, dont Trackdown (quinze épisodes, 1958-1959), L'Homme à la Rolls (deux épisodes, 1963-1964), Hawaï police d'État (deux épisodes, 1969-1974) et Ricky ou la Belle Vie (sa dernière série, un épisode, 1986).
S'ajoutent une émission de divertissement diffusée en 1962 et le téléfilm Senior Trip de Kenneth Johnson (1981, avec Scott Baio et Mickey Rooney).

## Théâtre à Broadway (intégrale)
- 1939 : My Heart's in the Highlands de William Saroyan, musique de scène de Paul Bowles : un garde
- 1939 : Summer Night de Vicki Baum et Benjamin Glazer, mise en scène de Lee Strasberg : un partenaire du marathon de la danse
- 1957-1961 : The Music Man, comédie musicale, musique, lyrics et livret de Meredith Willson, mise en scène de Morton DaCosta, costumes de Raoul Pène Du Bois : un résident de River City
- 1979-1982 : Sugar Babies, revue (sous-titrée The Burlesque Musical), musique de Jimmy McHugh, lyrics de Dorothy Fields et Al Dubin, sketches de Ralph G. Allen, décors et costumes de Raoul Pène Du Bois : Peter

## Filmographie partielle

### Cinéma
- 1941 : Public Enemies d'Albert S. Rogell : un journaliste
- 1942 : Ma femme est une sorcière (I Married a Witch) de René Clair : un ambulancier
- 1942 : Quelque part en France (Reunion in France) de Jules Dassin : un jeune homme
- 1946 : Une fille perdue (That Brennan Girl) d'Alfred Santell : Bergie
- 1949 : Une femme joue son bonheur (The Lady Gambles) de Michael Gordon : Jack Harrison
- 1950 : Mort à l'arrivée (D.O.A.) de Rudolph Maté : le barman Léo
- 1950 : Les Âmes nues (Dial 1119) de Gerald Mayer : le policier Martin
- 1950 : Le Bistrot du péché (South Sea Sinner) de H. Bruce Humberstone : le deuxième policier
- 1951 : Katie Did It de Frederick de Cordova
- 1951 : Les Hommes-grenouilles (The Frogmen) de Lloyd Bacon : l'assistant-pharmacien

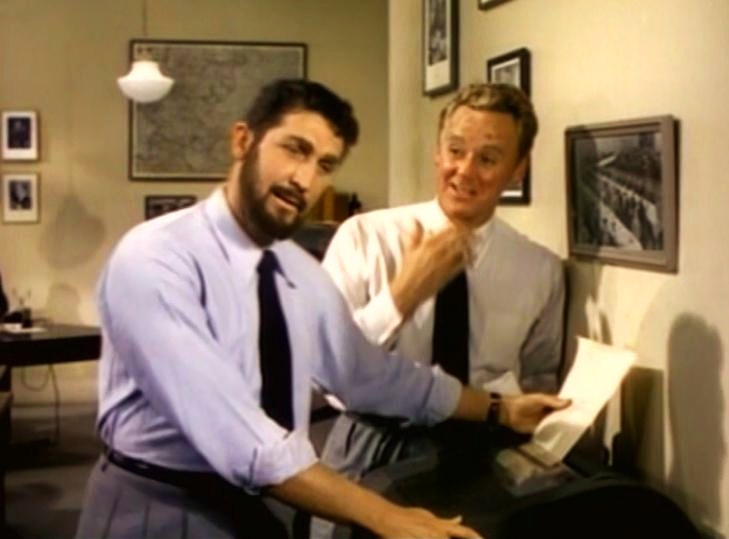
Avec Van Johnson (à d.), dans La Dernière Fois que j'ai vu Paris (1954)

- 1952 : Reviens petite Sheba (Come Back, Little Sheba) de Daniel Mann : le laitier
- 1954 : La Roulotte du plaisir (The Long, Long Trailer) de Vincente Minnelli : le gérant du garage
- 1954 : La Dernière Fois que j'ai vu Paris (The Last Time I Saw Paris) de Richard Brooks : Barney
- 1954 : Brigadoon de Vincente Minnelli : le serveur Peter
- 1954 : Les Aventures de Hajji Baba (The Adventures of Hajji Baba) de Don Weis : un marchand
- 1954 : Fille de plaisir (Playgirl) de Joseph Pevney : Sharpie
- 1955 : La police était au rendez-vous (Six Bridges to Cross) de Joseph Pevney : Harris
- 1955 : Coincée (Tight Spot) de Phil Karlson : Fred Packer
- 1955 : La Fille de l'amiral (Hit the Deck) de Roy Rowland : le lieutenant-opérateur Mud Pie
- 1955 : Les Pièges de la passion (Love Me or Leave Me) de Charles Vidor : Fred Taylor
- 1955 : Mélodie interrompue (Interrupted Melody) de Curtis Bernhardt : Dr Ed Ryson
- 1955 : Une femme en enfer (I'll Cry Tomorrow) de Daniel Mann : Richard Elstead
- 1955 : Beau fixe sur New York (It's Always Fair Weather) de Stanley Donen et Gene Kelly : M. Trasker
- 1956 : Plus dure sera la chute (The Harder They Fall) de Mark Robson : le speaker de ring Dundee
- 1956 : Thé et Sympathie (Tea and Sympathy) de Vincente Minnelli : le proviseur
- 1956 : Les Rois du jazz (The Best Things in Life Are Free) de Michael Curtiz : Genius
- 1957 : Embrasse-la pour moi (Kiss Them for Me) de Stanley Donen : un journaliste
- 1958 : Les Frères Karamazov (The Brothers Karamazov) de Richard Brooks : un garde
- 1959 : High School Big Shot de Joel Rapp : M. Carter
- 1960 : Voulez-vous pêcher avec moi ? (The Facts of Life) de Melvin Frank : Thompson
- 1960 : Ne mangez pas les marguerites (Please Don't Eat the Daisies) de Charles Walters : le secrétaire de Mackay
- 1965 : Harlow, la blonde platine (Harlow) de Gordon Douglas : Parker
- 1966 : La Statue en or massif (The Oscar) de Russell Rouse : Bert
- 1968 : Il y a un homme dans le lit de maman (With Six You Get Eggroll) d'Howard Morris : le policier Joelson
- 1987 : Dragnet de Tom Mankiewicz : Roy Grest

### Télévision
(séries, sauf mention contraire)
- 1952-1954 : Badge 714
  - Saison 2, épisode 3 The Big Elevator (1952) de Jack Webb et épisode 23 The Big Lay-Out (1953)
  - Saison 3, épisode 21 The Big Boys (1954) de Jack Webb : l'ivrogne George
- 1957 : Alfred Hitchcock présente (Alfred Hitchcock Presents)
  - Saison 2, épisode 21 Number Twenty-Two de Robert Stevens : le gardien
- 1957-1958 : Goodyear Theatre
  - Saison 1, épisode 2 Lost and Found (1957 - Bill Lorrimer), épisode 9 Music in the Night (1958 - Harry Tucker) de Tay Garnett, épisode 15 The Giant Step (1958 - Willie) de Robert Florey et épisode 17 Decision by Terror (1958 - Ed Stocker) de Robert Florey
- 1958 : Peter Gunn
  - Saison 1, épisode 10 L'Homme à la cicatrice (The Man with the Scar) : Ulysse
- 1958-1959 : Trackdown
  - Saison 2, 15 épisodes  : Tenner Smith
- 1958-1963 : Perry Mason, première série
  - Saison 1, épisode 17 The Case of the Sun Bather's Diary (1958) de Ted Post : Bill Emory
  - Saison 3, épisode 9 The Case of the Artful Dodger (1959) : Lou Caporale
  - Saison 6, épisode 22 The Case of the Velvet Claws d'Harmon Jones : le photographe
- 1959 : Monsieur et Madame détective (The Thin Man)
  - Saison 2, épisode 14 Outrageous : Martin
- 1959-1960 : Les Incorruptibles (The Untouchables)
  - Saison 1, épisode pilote Les incorruptibles défient Al Capone (The Scarface Mob Assassin, 1959 - LaMarr Kane) de Phil Karlson et épisode 23 Trois milliers de suspects (Three Thousand Suspects, 1960 - Nick Segal)
- 1960 : Bonne chance M. Lucky (Mr. Lucky)
  - Saison unique, épisode 22 Cold Deck de Jack Arnold : Len Porter
- 1960 : La Grande Caravane (Wagon Train)
  - Saison 3, épisode 31 The Countess Baranof Story de Ted Post : Alex Foster

- 1960 : Échec et mat (Checkmate)

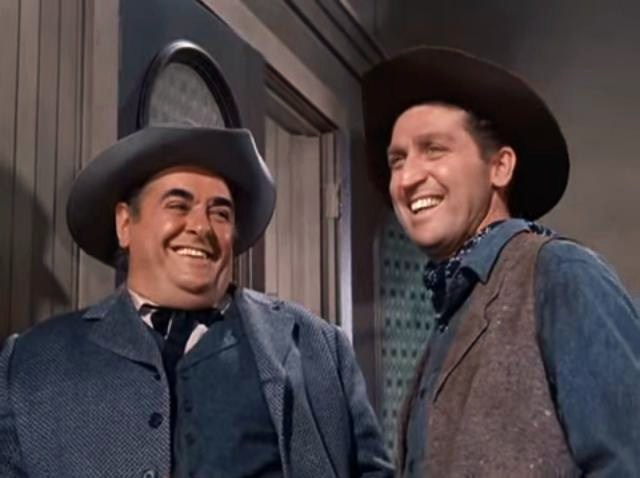
Avec Robert Middleton (à g.), dans Bonanza, épisode Death at Dawn (1960)

  - Saison 1, épisode 13 La Princesse dans la tour (The Princess in the Tower) d'Herschel Daugherty : Jocko Page
- 1960-1962 : 77 Sunset Strip
  - Saison 3, épisode 7 The Laurel Canyon Caper (1960) de George Waggner : Chick Little
  - Saison 4, épisode 31 Ghost of a Memory (1962) : Phil Kneighler
- 1960-1968 : Bonanza
  - Saison 1, épisode 32 Death at Dawn (1960) de Charles F. Haas : Norton
  - Saison 9, épisode 20 Blood Tie (1968) de Seymour Robbie : le barman
- 1961-1964 : Monsieur Ed, le cheval qui parle (Mr. Ed)
  - Saison 1, épisode 2 The Ventriloquist (1961) de Rodney Amateau : Hal Robbins
  - Saison 4, épisode 15 Ed the Shish Kebab (1964) d'Arthur Lubin : Marty Bixby
- 1963 : Suspicion (The Alfred Hitchcock Hour)
  - Saison 2, épisode 1 A Home Away from Home d'Herschel Daugherty : Andrew
- 1963 : Sur le pont, la marine ! (McHale's Navy)
  - Saison 2, épisode 8 Jolly Wally de Sidney Lanfield : Whit Barrett
- 1963-1964 : L'Homme à la Rolls (Burke's Law), première série
  - Saison 1, épisode 12 Who Killed Cynthia Royal? (1963) de Charles F. Haas : le lieutenant Martin
  - Saison 2, épisode 10 Who Killed the Tall One in the Middle? (1964) : Don Kyles
- 1964 : Rawhide
  - Saison 6, épisode 20 L'Escroc (Incident of the Swindler) de Thomas Carr : Samson
- 1964 : La Famille Addams (The Addams Family)
  - Saison 1, épisode 6 Gare au gorille (Morticia Joins the Ladies League) de Jean Yarbrough : Oscar Webber
- 1965 : Une mère pas comme les autres (My Mother the Car)
  - Saison unique, épisode 7 Lights, Camera, Mother : Ernie Stewart
- 1965-1968 : Les Arpents verts (Green Acres)
  - Saison 1, épisode 6 Furniture, Furniture, Who's Got the Furniture? (1965) de Richard L. Bare : l'homme en mouvement
  - Saison 3, épisode 30 A Star Named Arnold Is Born, Part II (1968) de Richard L. Bare : Ted Sweitzer
- 1966 : Jinny de mes rêves (I Dream of Jeannie)
  - Saison 1, épisode 20 Mon maître, le docteur (My Master, the Doctor) d'Hal Cooper : « Big Charlie »
- 1966 : Batman
  - Saison 2, épisode 29 Le Cri du chat (The Cat's Meow) de James B. Clark : Harry Upps
- 1968 : Le Virginien (The Virginian)
  - Saison 6, épisode 18 With Help from Ulysses de Don McDougall : Peterson
- 1968 : La Nouvelle Équipe (The Mod Squad)
  - Saison 1, épisode 7 Find Tara Chapman! de Gene Nelson : Lou Anthony
- 1969 : Cher oncle Bill (Family Affair)
  - Saison 4, épisode 1 No Uncle is an Island de Charles Barton : Joe
- 1969-1974 : Hawaï police d'État (Hawaii Five-0)
  - Saison 1, épisode 25 Le Grand Kahuna (The Big Kahuna, 1969) d'Herschel Daugherty : Barney Glazer
  - Saison 6, épisode 23 Croisière pour un tueur (Killer at Sea, 1974) : Parkins
- 1972 : Mission impossible (Mission: Impossible)
  - Saison 7, épisode 3 Cinq millions à la clé (The Deal) de Leslie H. Martinson : John Larson
- 1972-1974 : Auto-patrouille (Adam-12)
  - Saison 4, épisode 17 The Parole Violator (1972) de James Neilson : Dennis Baker
  - Saison 7, épisode 3 Teamwork (1974) : George Porter
- 1975 : Dossiers brûlants (Kolchak: The Night Walker)
  - Saison unique, épisode 14 La Collection (The Trevi Collection) de Don Weis : le photographe
- 1976 : Switch
  - Saison 1, épisode 18 Une voiture modèle Zeppelin (One of Our Zeppelins Is Missing) : le commissaire-priseur
- 1976 : Drôles de dames (Charlie's Angels)
  - Saison 1, épisode 10 La Vie de château (Bullseye) de Daniel Haller : le général Green
- 1976 : L'Homme qui valait trois milliards (The Six Million Dollar Man)
  - Saison 4, épisode 10 Noël bionique (Bionic Christmas Carol) de Gerald Mayer : Webley
- 1978-1984 : Alice
  - Saison 3, épisode 9 Who Ordered the Hot Turkey? (1978) de William Asher : le vendeur de dindes
  - Saison 8, épisode 16 Alice's Hot Air Romance (1984) de Marc Daniels : Pete
- 1981 : Senior Trip, téléfilm de Kenneth Johnson : un ami de Mickey
- 1986 : Ricky ou la Belle Vie (Silver Spoons)
  - Saison 4, épisode 21 Mon ex-femme, le barracuda (The Way We Weren't) de Jack Shea : Phil Herscher